# Grand Prix de Denain 2018
Grand Prix de Denain 2018 var den 60. udgave af cykelløbet Grand Prix de Denain. Løbet var en del af UCI Europe Tour-kalenderen og blev arrangeret 18. marts 2018. Det blev vundet af belgiske Kenny Dehaes fra WB Aqua Protect Veranclassic.

## Hold og ryttere
| UCI WorldTeams (3)- AG2R La Mondiale - BMC Racing Team - Groupama-FDJ UCI Professionelle kontinentalthold (15)- Aqua Blue Sport - CCC Sprandi Polkowice - Cofidis, Solutions Crédits - Delko-Marseille Provence-KTM - Direct Énergie - Fortuneo-Samsic - Gazprom-RusVelo - Israel Cycling Academy - Roompot-Nederlandse Loterij - Sport Vlaanderen-Baloise - UnitedHealthcare - Vital Concept - Vérandas Willems-Crelan - Wanty-Groupe Gobert - WB-Aqua Protect-Veranclassic UCI Kontinentalhold (4)- Roubaix Lille Métropole - Saint Michel-Auber 93 - Sovac-Natura4Ever - Tarteletto-Isorex |
| |

### Danske ryttere
- Michael Carbel kørte for Fortuneo-Samsic

## Resultater
| \| Samlede stilling \| Samlede stilling \| Samlede stilling \| Samlede stilling \| Samlede stilling \| \| Rytter \| Rytter \| Hold \| Tid \| \| \| ---------------- \| ----------------- \| ---------------------------- \| ---------------- \| ---------------- \| \| 1. \| Kenny Dehaes \| WB-Aqua Protect-Veranclassic \| 4t 33' 37" \| \| \| 2. \| Hugo Hofstetter \| Cofidis, Solutions Crédits \| + 2" \| \| \| 3. \| Julien Duval \| AG2R La Mondiale \| + 2" \| \| \| 4. \| Andrea Pasqualon \| Wanty-Groupe Gobert \| + 2" \| \| \| 5. \| Bram Welten \| Fortuneo-Samsic \| + 2" \| \| \| 6. \| Coen Vermeltfoort \| Roompot-Nederlandse Loterij \| + 2" \| \| \| 7. \| Shane Archbold \| Aqua Blue Sport \| + 2" \| \| \| 8. \| Marc Sarreau \| Groupama-FDJ \| + 2" \| \| \| 9. \| Jimmy Turgis \| Cofidis, Solutions Crédits \| + 2" \| \| \| 10. \| Adrien Petit \| Direct Énergie \| + 2" \| \| |                   |                              |            |
| |                   |                              |            |
| Kilder: ProCyclingStats Cycling Archives |                   |                              |            |
| Samlede stilling |                   |                              |            |
| Rytter | Rytter            | Hold                         | Tid        |
| 1. | Kenny Dehaes      | WB-Aqua Protect-Veranclassic | 4t 33' 37" |
| 2. | Hugo Hofstetter   | Cofidis, Solutions Crédits   | + 2"       |
| 3. | Julien Duval      | AG2R La Mondiale             | + 2"       |
| 4. | Andrea Pasqualon  | Wanty-Groupe Gobert          | + 2"       |
| 5. | Bram Welten       | Fortuneo-Samsic              | + 2"       |
| 6. | Coen Vermeltfoort | Roompot-Nederlandse Loterij  | + 2"       |
| 7. | Shane Archbold    | Aqua Blue Sport              | + 2"       |
| 8. | Marc Sarreau      | Groupama-FDJ                 | + 2"       |
| 9. | Jimmy Turgis      | Cofidis, Solutions Crédits   | + 2"       |
| 10. | Adrien Petit      | Direct Énergie               | + 2"       |

## Startliste
| Groupama-FDJ GFC | Groupama-FDJ GFC       | Groupama-FDJ GFC |
| ---------------- | ---------------------- | ---------------- |
| Nr.              | Rytter                 | Placering        |
| 1                | Bruno Armirail (FRA)   | DNF              |
| 2                | Romain Seigle (FRA)    | 86.              |
| 3                | Daniel Hoelgaard (NOR) | 61.              |
| 4                | Valentin Madouas (FRA) | 19.              |
| 5                | Marc Sarreau (FRA)     | 8.               |
| 6                | Ramon Sinkeldam (NED)  | 62.              |
| 7                | Léo Vincent (FRA)      | DNF              |

| AG2R La Mondiale ALM | AG2R La Mondiale ALM     | AG2R La Mondiale ALM |
| -------------------- | ------------------------ | -------------------- |
| Nr.                  | Rytter                   | Placering            |
| 11                   | Gediminas Bagdonas (LTU) | 14.                  |
| 12                   | Rudy Barbier (FRA)       | 43.                  |
| 13                   | Benoît Cosnefroy (FRA)   | DNF                  |
| 14                   | Nico Denz (GER)          | 21.                  |
| 15                   | Julien Duval (FRA)       | 3.                   |
| 16                   | Quentin Jauregui (FRA)   | 78.                  |
| 17                   | Nans Peters (FRA)        | 65.                  |

| Aqua Blue Sport ABS | Aqua Blue Sport ABS     | Aqua Blue Sport ABS |
| ------------------- | ----------------------- | ------------------- |
| Nr.                 | Rytter                  | Placering           |
| 21                  | Shane Archbold (NZL)    | 7.                  |
| 22                  | Matthew Brammeier (IRL) | DNF                 |
| 23                  | Conor Dunne (IRL)       | DNF                 |
| 24                  | Andrew Fenn (GBR)       | 16.                 |
| 25                  | Peter Koning (NED)      | DNF                 |
| 26                  | Adam Blythe (GBR)       | DNF                 |

| CCC Sprandi Polkowice CCC | CCC Sprandi Polkowice CCC | CCC Sprandi Polkowice CCC |
| ------------------------- | ------------------------- | ------------------------- |
| Nr.                       | Rytter                    | Placering                 |
| 31                        | Paweł Bernas (POL)        | DNF                       |
| 32                        | Paweł Franczak (POL)      | 53.                       |
| 33                        | Kamil Gradek (POL)        | DNF                       |
| 34                        | Jonas Koch (GER)          | 82.                       |
| 35                        | Michał Paluta (POL)       | 63.                       |
| 36                        | František Sisr (CZE)      | 73.                       |
| 37                        | Jan Tratnik (SLO)         | DNF                       |

| Cofidis, Solutions Crédits COF | Cofidis, Solutions Crédits COF | Cofidis, Solutions Crédits COF |
| ------------------------------ | ------------------------------ | ------------------------------ |
| Nr.                            | Rytter                         | Placering                      |
| 41                             | Dimitri Claeys (BEL)           | 81.                            |
| 42                             | Hugo Hofstetter (FRA)          | 2.                             |
| 43                             | Geoffrey Soupe (FRA)           | DNF                            |
| 44                             | Jimmy Turgis (FRA)             | 9.                             |
| 45                             | Michael Van Staeyen (BEL)      | DNF                            |
| 46                             | Kenneth Vanbilsen (BEL)        | 72.                            |

| Delko-Marseille Provence-KTM DMP | Delko-Marseille Provence-KTM DMP | Delko-Marseille Provence-KTM DMP |
| -------------------------------- | -------------------------------- | -------------------------------- |
| Nr.                              | Rytter                           | Placering                        |
| 51                               | Iuri Filosi (ITA)                | 52.                              |
| 52                               | Brenton Jones (AUS)              | 29.                              |
| 53                               | Przemysław Kasperkiewicz (POL)   | 74.                              |
| 54                               | Jérémy Leveau (FRA)              | 44.                              |
| 55                               | Yannick Martinez (FRA)           | 11.                              |
| 56                               | Julien Trarieux (FRA)            | 31.                              |
| 57                               | Gatis Smukulis (LAT)             | DNF                              |

| Direct Énergie TDE | Direct Énergie TDE     | Direct Énergie TDE |
| ------------------ | ---------------------- | ------------------ |
| Nr.                | Rytter                 | Placering          |
| 61                 | Sylvain Chavanel (FRA) | 17.                |
| 62                 | Romain Cardis (FRA)    | 66.                |
| 63                 | Damien Gaudin (FRA)    | 27.                |
| 64                 | Yohann Gène (FRA)      | 67.                |
| 65                 | Adrien Petit (FRA)     | 10.                |
| 66                 | Alexandre Pichot (FRA) | 60.                |
| 67                 | Simon Sellier (FRA)    | DNF                |

| Gazprom-RusVelo GAZ | Gazprom-RusVelo GAZ     | Gazprom-RusVelo GAZ |
| ------------------- | ----------------------- | ------------------- |
| Nr.                 | Rytter                  | Placering           |
| 71                  | Dmitrij Kosontjuk (RUS) | 23.                 |
| 72                  | Sergej Lagutin (RUS)    | 85.                 |
| 73                  | Roman Majkin (RUS)      | 45.                 |
| 74                  | Ivan Rovnyj (RUS)       | 57.                 |
| 75                  | Jevgenij Sjalunov (RUS) | DNF                 |
| 76                  | Sergej Sjilov (RUS)     | 47.                 |
| 77                  | Nikolaj Trusov (RUS)    | 28.                 |

| Israel Cycling Academy ICA | Israel Cycling Academy ICA | Israel Cycling Academy ICA |
| -------------------------- | -------------------------- | -------------------------- |
| Nr.                        | Rytter                     | Placering                  |
| 81                         | Awet Ghebremedhn (ERI)     | DNF                        |
| 82                         | Guillaume Boivin (CAN)     | DNF                        |
| 83                         | Benjamin Perry (CAN)       | 38.                        |
| 84                         | Hamish Schreurs (NZL)      | 50.                        |
| 85                         | Dennis van Winden (NED)    | DNF                        |
| 86                         | Aviv Yechezkel (ISR)       | DNF                        |

| Roompot-Nederlandse Loterij RNL | Roompot-Nederlandse Loterij RNL | Roompot-Nederlandse Loterij RNL |
| ------------------------------- | ------------------------------- | ------------------------------- |
| Nr.                             | Rytter                          | Placering                       |
| 91                              | Tim Ariesen (NED)               | DNF                             |
| 92                              | Martijn Budding (NED)           | DNF                             |
| 93                              | Floris Gerts (NED)              | DNF                             |
| 94                              | Brian van Goethem (NED)         | 70.                             |
| 95                              | Sjoerd van Ginneken (NED)       | DNF                             |
| 96                              | Coen Vermeltfoort (NED)         | 6.                              |
| 97                              | Wouter Wippert (NED)            | DNF                             |

| Sport Vlaanderen-Baloise SVB | Sport Vlaanderen-Baloise SVB | Sport Vlaanderen-Baloise SVB |
| ---------------------------- | ---------------------------- | ---------------------------- |
| Nr.                          | Rytter                       | Placering                    |
| 101                          | Piet Allegaert (BEL)         | 75.                          |
| 102                          | Aimé De Gendt (BEL)          | 22.                          |
| 103                          | Benjamin Declercq (BEL)      | DNF                          |
| 104                          | Jonas Rickaert (BEL)         | 24.                          |
| 105                          | Preben Van Hecke (BEL)       | 69.                          |
| 106                          | Aaron Verwilst (BEL)         | 40.                          |
| 107                          | Jordi Warlop (BEL)           | 76.                          |

| Fortuneo-Samsic FST | Fortuneo-Samsic FST       | Fortuneo-Samsic FST |
| ------------------- | ------------------------- | ------------------- |
| Nr.                 | Rytter                    | Placering           |
| 111                 | Franck Bonnamour (FRA)    | DNF                 |
| 112                 | Michael Carbel (DEN)      | DNF                 |
| 113                 | Maxime Daniel (FRA)       | 33.                 |
| 114                 | Brice Feillu (FRA)        | DNF                 |
| 115                 | Romain Le Roux (FRA)      | DNF                 |
| 116                 | Pierre-Luc Périchon (FRA) | DNF                 |
| 117                 | Bram Welten (NED)         | 5.                  |

| UnitedHealthcare UHC | UnitedHealthcare UHC     | UnitedHealthcare UHC |
| -------------------- | ------------------------ | -------------------- |
| Nr.                  | Rytter                   | Placering            |
| 121                  | Carlos Alzate (COL)      | DNF                  |
| 122                  | Alexander Cataford (CAN) | DNF                  |
| 123                  | Daniel Eaton (USA)       | DNF                  |
| 124                  | Eric Marcotte (USA)      | DNF                  |
| 125                  | Travis McCabe (USA)      | 80.                  |
| 126                  | Tanner Putt (USA)        | 79.                  |

| Verandas Willems-Crelan VWC | Verandas Willems-Crelan VWC | Verandas Willems-Crelan VWC |
| --------------------------- | --------------------------- | --------------------------- |
| Nr.                         | Rytter                      | Placering                   |
| 131                         | Sean De Bie (BEL)           | DNF                         |
| 132                         | Dries De Bondt (BEL)        | 56.                         |
| 133                         | Stijn Devolder (BEL)        | 18.                         |
| 134                         | Mathias De Witte (BEL)      | DNF                         |
| 135                         | Stijn Steels (BEL)          | 71.                         |
| 136                         | Wout van Aert (BEL)         | 12.                         |
| 137                         | Zico Waeytens (BEL)         | 83.                         |

| Vital Concept VCC | Vital Concept VCC        | Vital Concept VCC |
| ----------------- | ------------------------ | ----------------- |
| Nr.               | Rytter                   | Placering         |
| 141               | Kris Boeckmans (BEL)     | 87.               |
| 142               | Adrien Garel (FRA)       | DNF               |
| 143               | Bert De Backer (BEL)     | 13.               |
| 144               | Marc Fournier (FRA)      | DNF               |
| 145               | Jérémy Lecroq (FRA)      | 68.               |
| 146               | Julien Morice (FRA)      | DNF               |
| 147               | Jonas Vangenechten (BEL) | DNF               |

| Wanty-Groupe Gobert WGG | Wanty-Groupe Gobert WGG | Wanty-Groupe Gobert WGG |
| ----------------------- | ----------------------- | ----------------------- |
| Nr.                     | Rytter                  | Placering               |
| 151                     | Simone Antonini (ITA)   | 64.                     |
| 152                     | Frederik Backaert (BEL) | 26.                     |
| 153                     | Guillaume Martin (FRA)  | 77.                     |
| 154                     | Mark McNally (GBR)      | 25.                     |
| 155                     | Yoann Offredo (FRA)     | 15.                     |
| 156                     | Andrea Pasqualon (ITA)  | 4.                      |
| 157                     | Kevin Van Melsen (BEL)  | 42.                     |

| WB-Aqua Protect-Veranclassic WVA | WB-Aqua Protect-Veranclassic WVA | WB-Aqua Protect-Veranclassic WVA |
| -------------------------------- | -------------------------------- | -------------------------------- |
| Nr.                              | Rytter                           | Placering                        |
| 161                              | Kenny Dehaes (BEL)               | 1.                               |
| 162                              | Jimmy Duquennoy (BEL)            | 58.                              |
| 163                              | Alex Kirsch (LUX)                | 20.                              |
| 164                              | Julien Mortier (BEL)             | 49.                              |
| 165                              | Lukas Spengler (SUI)             | 46.                              |
| 166                              | Julien Stassen (BEL)             | DNF                              |

| Roubaix Lille Métropole RLM | Roubaix Lille Métropole RLM | Roubaix Lille Métropole RLM |
| --------------------------- | --------------------------- | --------------------------- |
| Nr.                         | Rytter                      | Placering                   |
| 171                         | Pierre Barbier (FRA)        | 30.                         |
| 172                         | Tom Dernies (BEL)           | 41.                         |
| 173                         | Pierre Idjouadiène (FRA)    | 35.                         |
| 174                         | Thomas Joly (FRA)           | DNF                         |
| 175                         | Samuel Leroux (FRA)         | DNF                         |
| 176                         | Jérôme Mainard (FRA)        | 84.                         |
| 177                         | Lander Seynaeve (BEL)       | DNF                         |

| Sovac-Natura4Ever SNE | Sovac-Natura4Ever SNE  | Sovac-Natura4Ever SNE |
| --------------------- | ---------------------- | --------------------- |
| Nr.                   | Rytter                 | Placering             |
| 181                   | Gaëtan Bille (BEL)     | DNS                   |
| 182                   | Louis Deguide (BEL)    | DNF                   |
| 183                   | Florian Deriaux (FRA)  | DNF                   |
| 184                   | Laurent Évrard (BEL)   | DNF                   |
| 185                   | Alexander Geuens (BEL) | DNF                   |
| 186                   | Matthias Legley (BEL)  | DNF                   |
| 187                   | Robin Stenuit (BEL)    | 55.                   |

| Saint Michel-Auber 93 AUB | Saint Michel-Auber 93 AUB | Saint Michel-Auber 93 AUB |
| ------------------------- | ------------------------- | ------------------------- |
| Nr.                       | Rytter                    | Placering                 |
| 191                       | Kévin Le Cunff (FRA)      | 34.                       |
| 192                       | Guillaume Levarlet (FRA)  | DNF                       |
| 193                       | Alo Jakin (EST)           | DNF                       |
| 194                       | Camille Thominet (FRA)    | DNF                       |
| 195                       | Flavien Maurelet (FRA)    | 54.                       |
| 196                       | Yoann Paillot (FRA)       | DNF                       |
| 197                       | Damien Touzé (FRA)        | 37.                       |

| Tarteletto-Isorex TIS | Tarteletto-Isorex TIS        | Tarteletto-Isorex TIS |
| --------------------- | ---------------------------- | --------------------- |
| Nr.                   | Rytter                       | Placering             |
| 201                   | David Boucher (BEL)          | 59.                   |
| 202                   | Kevin De Jonghe (BEL)        | DNF                   |
| 203                   | Arne De Groote (BEL)         | DNF                   |
| 204                   | Abram Stockman (BEL)         | 51.                   |
| 205                   | Michiel Stockman (BEL)       | 39.                   |
| 206                   | Sergio Torres (ESP)          | 32.                   |
| 207                   | Polychrónis Tzortzákis (GRE) | 36.                   |

| Groupama-FDJ GFC | Groupama-FDJ GFC       | Groupama-FDJ GFC |
| ---------------- | ---------------------- | ---------------- |
| Nr.              | Rytter                 | Placering        |
| 1                | Bruno Armirail (FRA)   | DNF              |
| 2                | Romain Seigle (FRA)    | 86.              |
| 3                | Daniel Hoelgaard (NOR) | 61.              |
| 4                | Valentin Madouas (FRA) | 19.              |
| 5                | Marc Sarreau (FRA)     | 8.               |
| 6                | Ramon Sinkeldam (NED)  | 62.              |
| 7                | Léo Vincent (FRA)      | DNF              |

| AG2R La Mondiale ALM | AG2R La Mondiale ALM     | AG2R La Mondiale ALM |
| -------------------- | ------------------------ | -------------------- |
| Nr.                  | Rytter                   | Placering            |
| 11                   | Gediminas Bagdonas (LTU) | 14.                  |
| 12                   | Rudy Barbier (FRA)       | 43.                  |
| 13                   | Benoît Cosnefroy (FRA)   | DNF                  |
| 14                   | Nico Denz (GER)          | 21.                  |
| 15                   | Julien Duval (FRA)       | 3.                   |
| 16                   | Quentin Jauregui (FRA)   | 78.                  |
| 17                   | Nans Peters (FRA)        | 65.                  |

| Aqua Blue Sport ABS | Aqua Blue Sport ABS     | Aqua Blue Sport ABS |
| ------------------- | ----------------------- | ------------------- |
| Nr.                 | Rytter                  | Placering           |
| 21                  | Shane Archbold (NZL)    | 7.                  |
| 22                  | Matthew Brammeier (IRL) | DNF                 |
| 23                  | Conor Dunne (IRL)       | DNF                 |
| 24                  | Andrew Fenn (GBR)       | 16.                 |
| 25                  | Peter Koning (NED)      | DNF                 |
| 26                  | Adam Blythe (GBR)       | DNF                 |

| CCC Sprandi Polkowice CCC | CCC Sprandi Polkowice CCC | CCC Sprandi Polkowice CCC |
| ------------------------- | ------------------------- | ------------------------- |
| Nr.                       | Rytter                    | Placering                 |
| 31                        | Paweł Bernas (POL)        | DNF                       |
| 32                        | Paweł Franczak (POL)      | 53.                       |
| 33                        | Kamil Gradek (POL)        | DNF                       |
| 34                        | Jonas Koch (GER)          | 82.                       |
| 35                        | Michał Paluta (POL)       | 63.                       |
| 36                        | František Sisr (CZE)      | 73.                       |
| 37                        | Jan Tratnik (SLO)         | DNF                       |

| Cofidis, Solutions Crédits COF | Cofidis, Solutions Crédits COF | Cofidis, Solutions Crédits COF |
| ------------------------------ | ------------------------------ | ------------------------------ |
| Nr.                            | Rytter                         | Placering                      |
| 41                             | Dimitri Claeys (BEL)           | 81.                            |
| 42                             | Hugo Hofstetter (FRA)          | 2.                             |
| 43                             | Geoffrey Soupe (FRA)           | DNF                            |
| 44                             | Jimmy Turgis (FRA)             | 9.                             |
| 45                             | Michael Van Staeyen (BEL)      | DNF                            |
| 46                             | Kenneth Vanbilsen (BEL)        | 72.                            |

| Delko-Marseille Provence-KTM DMP | Delko-Marseille Provence-KTM DMP | Delko-Marseille Provence-KTM DMP |
| -------------------------------- | -------------------------------- | -------------------------------- |
| Nr.                              | Rytter                           | Placering                        |
| 51                               | Iuri Filosi (ITA)                | 52.                              |
| 52                               | Brenton Jones (AUS)              | 29.                              |
| 53                               | Przemysław Kasperkiewicz (POL)   | 74.                              |
| 54                               | Jérémy Leveau (FRA)              | 44.                              |
| 55                               | Yannick Martinez (FRA)           | 11.                              |
| 56                               | Julien Trarieux (FRA)            | 31.                              |
| 57                               | Gatis Smukulis (LAT)             | DNF                              |

| Direct Énergie TDE | Direct Énergie TDE     | Direct Énergie TDE |
| ------------------ | ---------------------- | ------------------ |
| Nr.                | Rytter                 | Placering          |
| 61                 | Sylvain Chavanel (FRA) | 17.                |
| 62                 | Romain Cardis (FRA)    | 66.                |
| 63                 | Damien Gaudin (FRA)    | 27.                |
| 64                 | Yohann Gène (FRA)      | 67.                |
| 65                 | Adrien Petit (FRA)     | 10.                |
| 66                 | Alexandre Pichot (FRA) | 60.                |
| 67                 | Simon Sellier (FRA)    | DNF                |

| Gazprom-RusVelo GAZ | Gazprom-RusVelo GAZ     | Gazprom-RusVelo GAZ |
| ------------------- | ----------------------- | ------------------- |
| Nr.                 | Rytter                  | Placering           |
| 71                  | Dmitrij Kosontjuk (RUS) | 23.                 |
| 72                  | Sergej Lagutin (RUS)    | 85.                 |
| 73                  | Roman Majkin (RUS)      | 45.                 |
| 74                  | Ivan Rovnyj (RUS)       | 57.                 |
| 75                  | Jevgenij Sjalunov (RUS) | DNF                 |
| 76                  | Sergej Sjilov (RUS)     | 47.                 |
| 77                  | Nikolaj Trusov (RUS)    | 28.                 |

| Israel Cycling Academy ICA | Israel Cycling Academy ICA | Israel Cycling Academy ICA |
| -------------------------- | -------------------------- | -------------------------- |
| Nr.                        | Rytter                     | Placering                  |
| 81                         | Awet Ghebremedhn (ERI)     | DNF                        |
| 82                         | Guillaume Boivin (CAN)     | DNF                        |
| 83                         | Benjamin Perry (CAN)       | 38.                        |
| 84                         | Hamish Schreurs (NZL)      | 50.                        |
| 85                         | Dennis van Winden (NED)    | DNF                        |
| 86                         | Aviv Yechezkel (ISR)       | DNF                        |

| Roompot-Nederlandse Loterij RNL | Roompot-Nederlandse Loterij RNL | Roompot-Nederlandse Loterij RNL |
| ------------------------------- | ------------------------------- | ------------------------------- |
| Nr.                             | Rytter                          | Placering                       |
| 91                              | Tim Ariesen (NED)               | DNF                             |
| 92                              | Martijn Budding (NED)           | DNF                             |
| 93                              | Floris Gerts (NED)              | DNF                             |
| 94                              | Brian van Goethem (NED)         | 70.                             |
| 95                              | Sjoerd van Ginneken (NED)       | DNF                             |
| 96                              | Coen Vermeltfoort (NED)         | 6.                              |
| 97                              | Wouter Wippert (NED)            | DNF                             |

| Sport Vlaanderen-Baloise SVB | Sport Vlaanderen-Baloise SVB | Sport Vlaanderen-Baloise SVB |
| ---------------------------- | ---------------------------- | ---------------------------- |
| Nr.                          | Rytter                       | Placering                    |
| 101                          | Piet Allegaert (BEL)         | 75.                          |
| 102                          | Aimé De Gendt (BEL)          | 22.                          |
| 103                          | Benjamin Declercq (BEL)      | DNF                          |
| 104                          | Jonas Rickaert (BEL)         | 24.                          |
| 105                          | Preben Van Hecke (BEL)       | 69.                          |
| 106                          | Aaron Verwilst (BEL)         | 40.                          |
| 107                          | Jordi Warlop (BEL)           | 76.                          |

| Fortuneo-Samsic FST | Fortuneo-Samsic FST       | Fortuneo-Samsic FST |
| ------------------- | ------------------------- | ------------------- |
| Nr.                 | Rytter                    | Placering           |
| 111                 | Franck Bonnamour (FRA)    | DNF                 |
| 112                 | Michael Carbel (DEN)      | DNF                 |
| 113                 | Maxime Daniel (FRA)       | 33.                 |
| 114                 | Brice Feillu (FRA)        | DNF                 |
| 115                 | Romain Le Roux (FRA)      | DNF                 |
| 116                 | Pierre-Luc Périchon (FRA) | DNF                 |
| 117                 | Bram Welten (NED)         | 5.                  |

| UnitedHealthcare UHC | UnitedHealthcare UHC     | UnitedHealthcare UHC |
| -------------------- | ------------------------ | -------------------- |
| Nr.                  | Rytter                   | Placering            |
| 121                  | Carlos Alzate (COL)      | DNF                  |
| 122                  | Alexander Cataford (CAN) | DNF                  |
| 123                  | Daniel Eaton (USA)       | DNF                  |
| 124                  | Eric Marcotte (USA)      | DNF                  |
| 125                  | Travis McCabe (USA)      | 80.                  |
| 126                  | Tanner Putt (USA)        | 79.                  |

| Verandas Willems-Crelan VWC | Verandas Willems-Crelan VWC | Verandas Willems-Crelan VWC |
| --------------------------- | --------------------------- | --------------------------- |
| Nr.                         | Rytter                      | Placering                   |
| 131                         | Sean De Bie (BEL)           | DNF                         |
| 132                         | Dries De Bondt (BEL)        | 56.                         |
| 133                         | Stijn Devolder (BEL)        | 18.                         |
| 134                         | Mathias De Witte (BEL)      | DNF                         |
| 135                         | Stijn Steels (BEL)          | 71.                         |
| 136                         | Wout van Aert (BEL)         | 12.                         |
| 137                         | Zico Waeytens (BEL)         | 83.                         |

| Vital Concept VCC | Vital Concept VCC        | Vital Concept VCC |
| ----------------- | ------------------------ | ----------------- |
| Nr.               | Rytter                   | Placering         |
| 141               | Kris Boeckmans (BEL)     | 87.               |
| 142               | Adrien Garel (FRA)       | DNF               |
| 143               | Bert De Backer (BEL)     | 13.               |
| 144               | Marc Fournier (FRA)      | DNF               |
| 145               | Jérémy Lecroq (FRA)      | 68.               |
| 146               | Julien Morice (FRA)      | DNF               |
| 147               | Jonas Vangenechten (BEL) | DNF               |

| Wanty-Groupe Gobert WGG | Wanty-Groupe Gobert WGG | Wanty-Groupe Gobert WGG |
| ----------------------- | ----------------------- | ----------------------- |
| Nr.                     | Rytter                  | Placering               |
| 151                     | Simone Antonini (ITA)   | 64.                     |
| 152                     | Frederik Backaert (BEL) | 26.                     |
| 153                     | Guillaume Martin (FRA)  | 77.                     |
| 154                     | Mark McNally (GBR)      | 25.                     |
| 155                     | Yoann Offredo (FRA)     | 15.                     |
| 156                     | Andrea Pasqualon (ITA)  | 4.                      |
| 157                     | Kevin Van Melsen (BEL)  | 42.                     |

| WB-Aqua Protect-Veranclassic WVA | WB-Aqua Protect-Veranclassic WVA | WB-Aqua Protect-Veranclassic WVA |
| -------------------------------- | -------------------------------- | -------------------------------- |
| Nr.                              | Rytter                           | Placering                        |
| 161                              | Kenny Dehaes (BEL)               | 1.                               |
| 162                              | Jimmy Duquennoy (BEL)            | 58.                              |
| 163                              | Alex Kirsch (LUX)                | 20.                              |
| 164                              | Julien Mortier (BEL)             | 49.                              |
| 165                              | Lukas Spengler (SUI)             | 46.                              |
| 166                              | Julien Stassen (BEL)             | DNF                              |

| Roubaix Lille Métropole RLM | Roubaix Lille Métropole RLM | Roubaix Lille Métropole RLM |
| --------------------------- | --------------------------- | --------------------------- |
| Nr.                         | Rytter                      | Placering                   |
| 171                         | Pierre Barbier (FRA)        | 30.                         |
| 172                         | Tom Dernies (BEL)           | 41.                         |
| 173                         | Pierre Idjouadiène (FRA)    | 35.                         |
| 174                         | Thomas Joly (FRA)           | DNF                         |
| 175                         | Samuel Leroux (FRA)         | DNF                         |
| 176                         | Jérôme Mainard (FRA)        | 84.                         |
| 177                         | Lander Seynaeve (BEL)       | DNF                         |

| Sovac-Natura4Ever SNE | Sovac-Natura4Ever SNE  | Sovac-Natura4Ever SNE |
| --------------------- | ---------------------- | --------------------- |
| Nr.                   | Rytter                 | Placering             |
| 181                   | Gaëtan Bille (BEL)     | DNS                   |
| 182                   | Louis Deguide (BEL)    | DNF                   |
| 183                   | Florian Deriaux (FRA)  | DNF                   |
| 184                   | Laurent Évrard (BEL)   | DNF                   |
| 185                   | Alexander Geuens (BEL) | DNF                   |
| 186                   | Matthias Legley (BEL)  | DNF                   |
| 187                   | Robin Stenuit (BEL)    | 55.                   |

| Saint Michel-Auber 93 AUB | Saint Michel-Auber 93 AUB | Saint Michel-Auber 93 AUB |
| ------------------------- | ------------------------- | ------------------------- |
| Nr.                       | Rytter                    | Placering                 |
| 191                       | Kévin Le Cunff (FRA)      | 34.                       |
| 192                       | Guillaume Levarlet (FRA)  | DNF                       |
| 193                       | Alo Jakin (EST)           | DNF                       |
| 194                       | Camille Thominet (FRA)    | DNF                       |
| 195                       | Flavien Maurelet (FRA)    | 54.                       |
| 196                       | Yoann Paillot (FRA)       | DNF                       |
| 197                       | Damien Touzé (FRA)        | 37.                       |

| Tarteletto-Isorex TIS | Tarteletto-Isorex TIS        | Tarteletto-Isorex TIS |
| --------------------- | ---------------------------- | --------------------- |
| Nr.                   | Rytter                       | Placering             |
| 201                   | David Boucher (BEL)          | 59.                   |
| 202                   | Kevin De Jonghe (BEL)        | DNF                   |
| 203                   | Arne De Groote (BEL)         | DNF                   |
| 204                   | Abram Stockman (BEL)         | 51.                   |
| 205                   | Michiel Stockman (BEL)       | 39.                   |
| 206                   | Sergio Torres (ESP)          | 32.                   |
| 207                   | Polychrónis Tzortzákis (GRE) | 36.                   |